# Forêt de Grimbosq
La forêt de Grimbosq est une propriété de 475 hectares  située sur le territoire de la commune de Grimbosq.
La forêt s'étend sur un plateau schisteux (phyllades de Saint-Lô).

## Toponymie

### Attestations anciennes
Grimbost en 1356 (livre pelut de Bayeux) ; Grienbosc en 1371 (assiette de la vicomté de Caen) ;
[Sanctus Petrus de] Grymbosc en 1417 (magni rotuli, p. 277) ; Grinbosq en 1450 (Bibliothèque nationale. recueil d’Harcourt, p. 23) ; Grinbault en 1675 (carte de Petite) ; Grimbold 1682 (carte de Jolliot) ; Grimbaux en 1694 (carte de Tolin) ; Grimbault en 1707 (état des revenus du duché d’Harcourt).

### Étymologie
Il faut entendre le Grin bosc c'est-à-dire « le bois, la forêt de Grin- / Grim- ». Grin- / Grim- est un anthroponyme, voir Grimbosq. L'élément -bosc représente le mot bosc, ancienne forme du mot bois, qui a évolué phonétiquement et graphiquement en français, mais est noté tel quel en dialecte normand, bien qu'il ait aussi évolué phonétiquement, mais de manière sensiblement différente. Cependant, il est surtout fréquent en Haute-Normandie où il est orthographié bosc et plus rare en Basse-Normandie où il est généralement noté bosq ou boscq. On le prononce traditionnellement « bô » [bo:] (ou « boc » [bɔk]), d'où la prononciation locale « grinbô ».

## Lieux et monuments
- On y trouve un étang alimenté par un petit affluent de l'Orne.
- La forêt est longée par l'ancienne ligne Caen - Flers.
- Une chapelle dédiée à sainte Anne se cache sur les berges de l'Orne.
- Les ruines d'une motte castrale au lieu-dit château d'Olivet[3] datant du XIe siècle
- Vestiges d'une enceinte fortifiée au lieu-dit Château Houel[4]

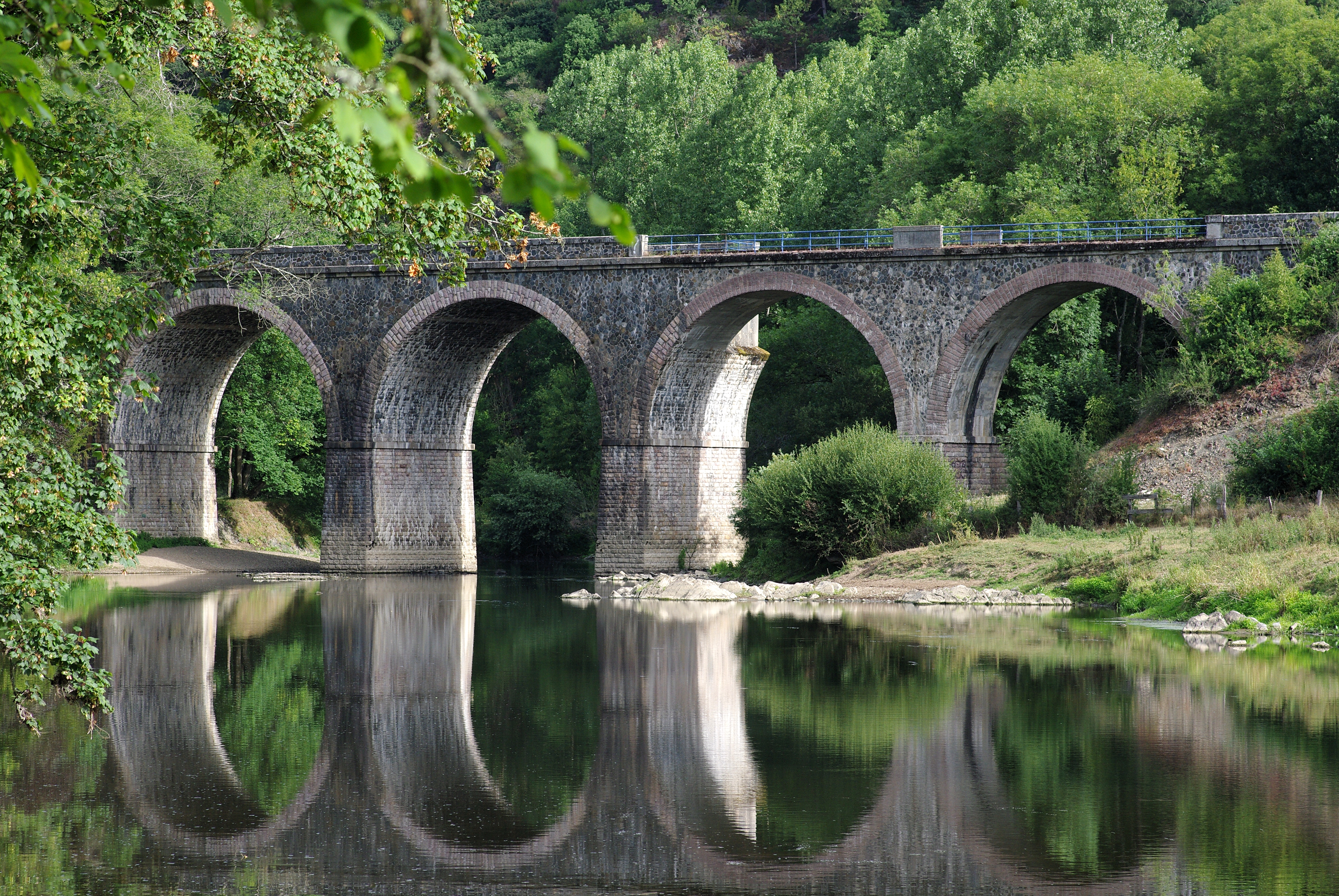
Le pont ferroviaire au-dessus de l'Orne.
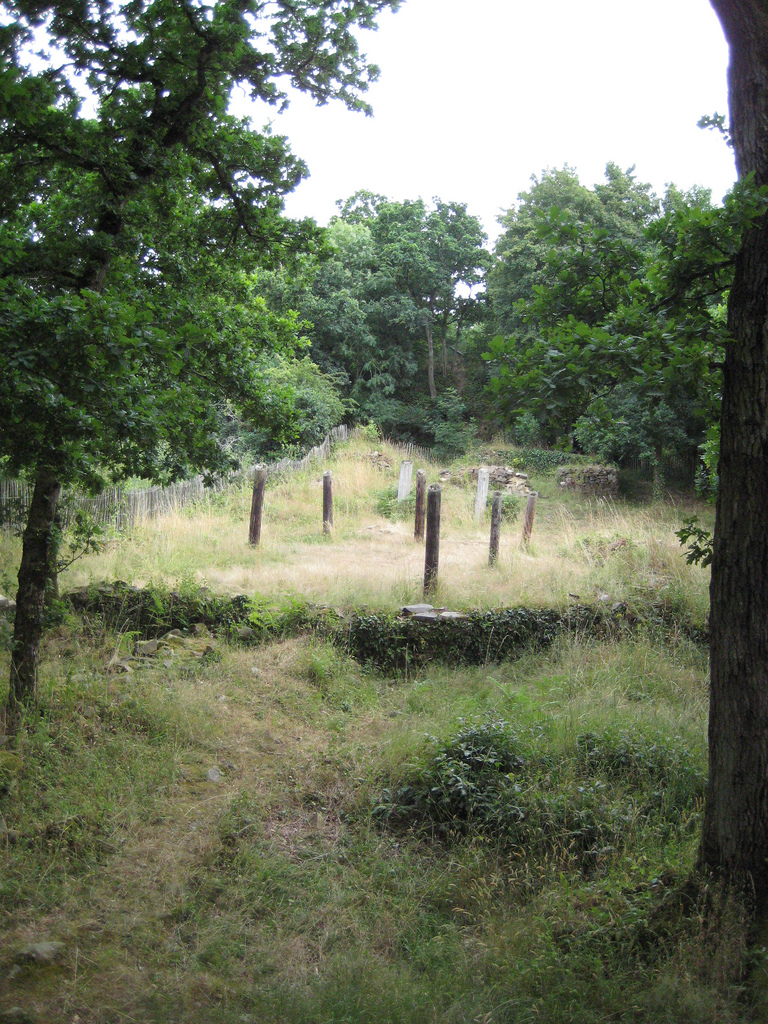
Le château d'Olivet.
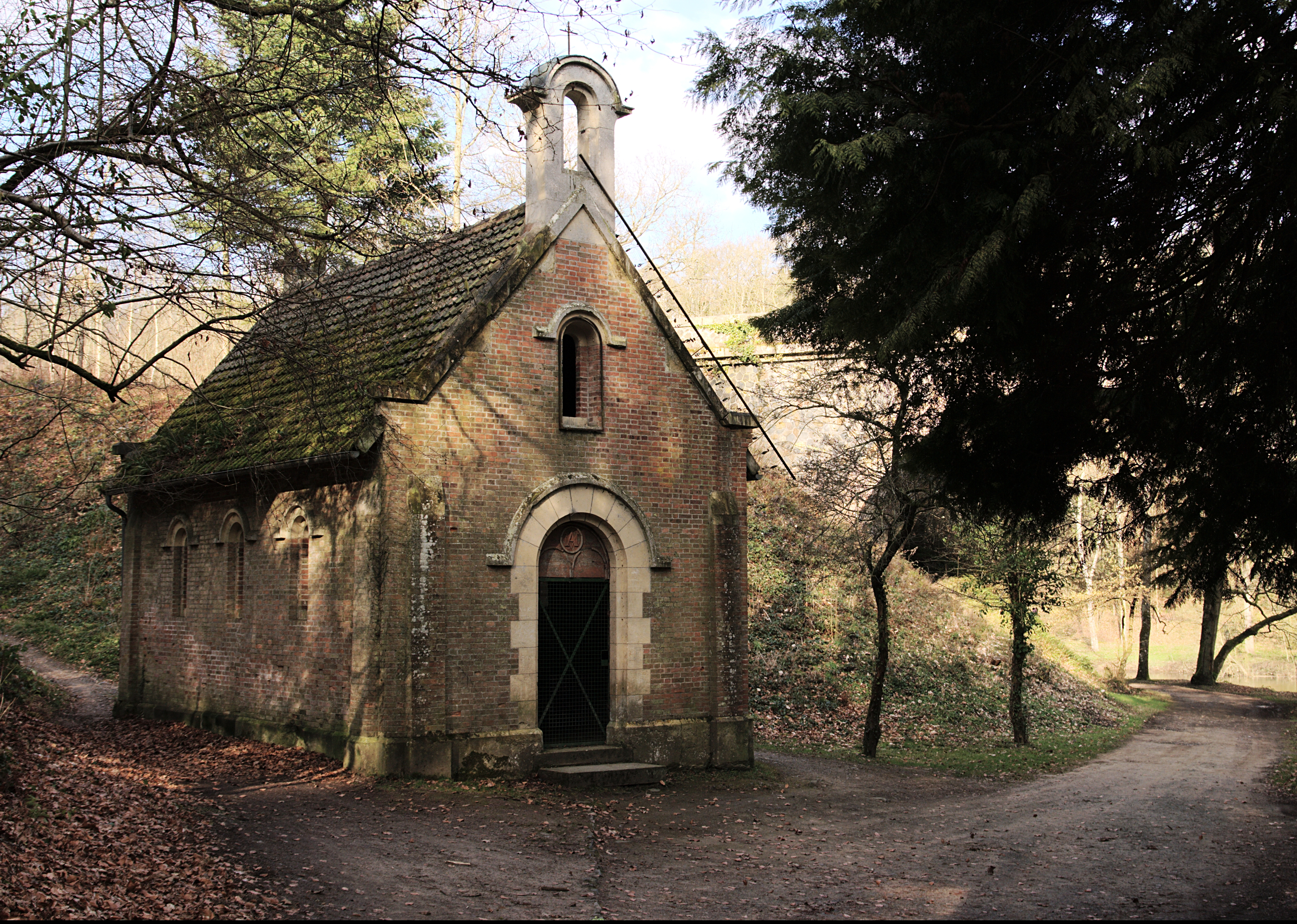
La chapelle Sainte-Anne.

## Aménagement
- Un centre d’hébergement à Mutrécy reçoit randonneurs et classes vertes.
- Un parc animalier de 8,5 hectares pour observer des sangliers, des cerfs, des biches et des daims.
- Des arboretums forestiers et de collections.
- Des sentiers botaniques, pédestres, des parcours sportifs (à pied ou à vélo).
- Une aire de jeux et de pique-nique.
- Une reconstitution d'un fourneau de charbonnier (ou motte) utilisé jusqu'au XIXe siècle pour la fabrication du charbon de bois.
- Un cimetière d'animaux y a été aménagé en 1982[5]
- La forêt est traversée par le GR 36 (sentier de grande randonnée de plus de 1 000 kilomètres, joignant la Manche à la mer Méditerranée).

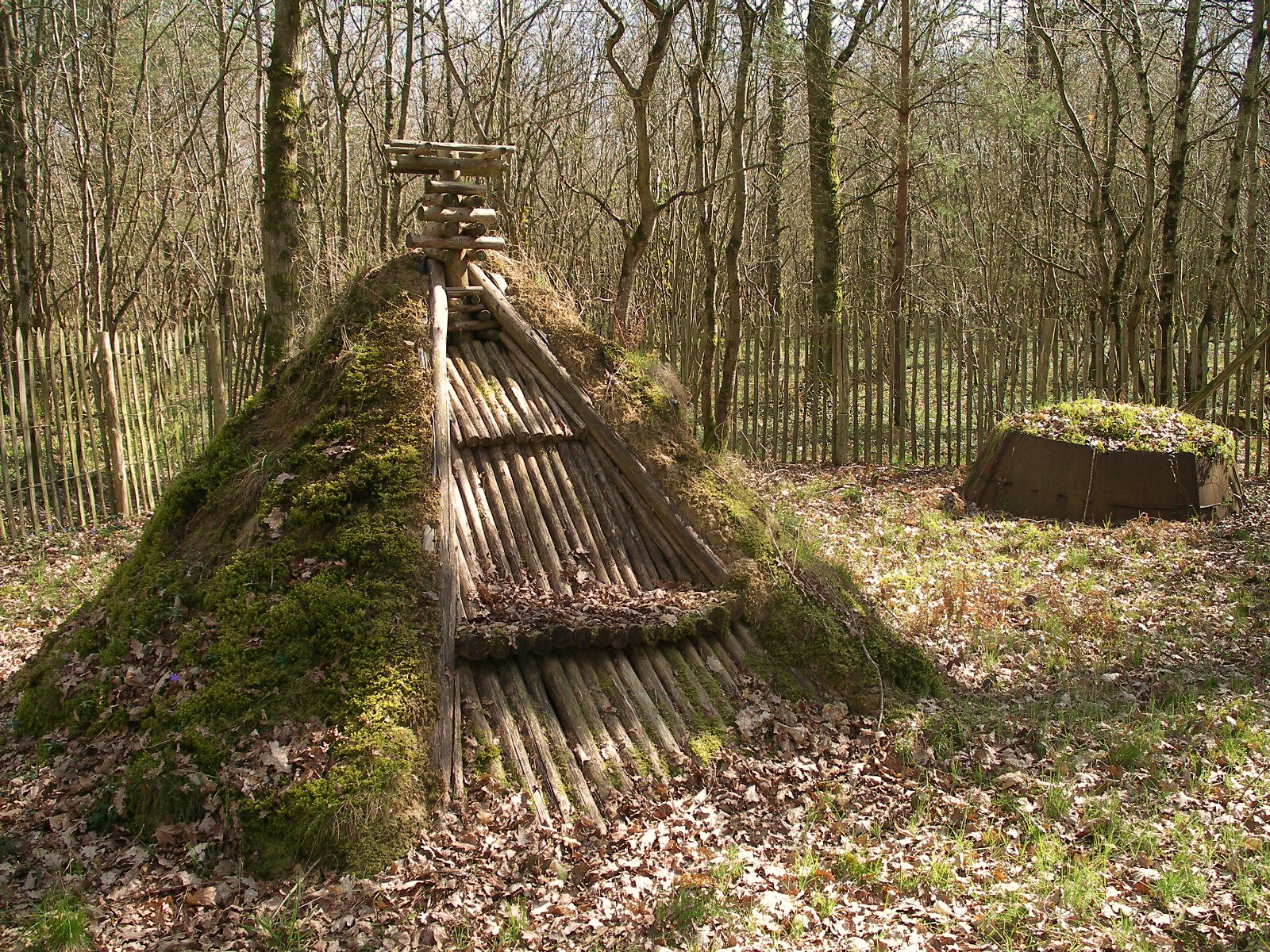
Un fourneau de charbonnier.
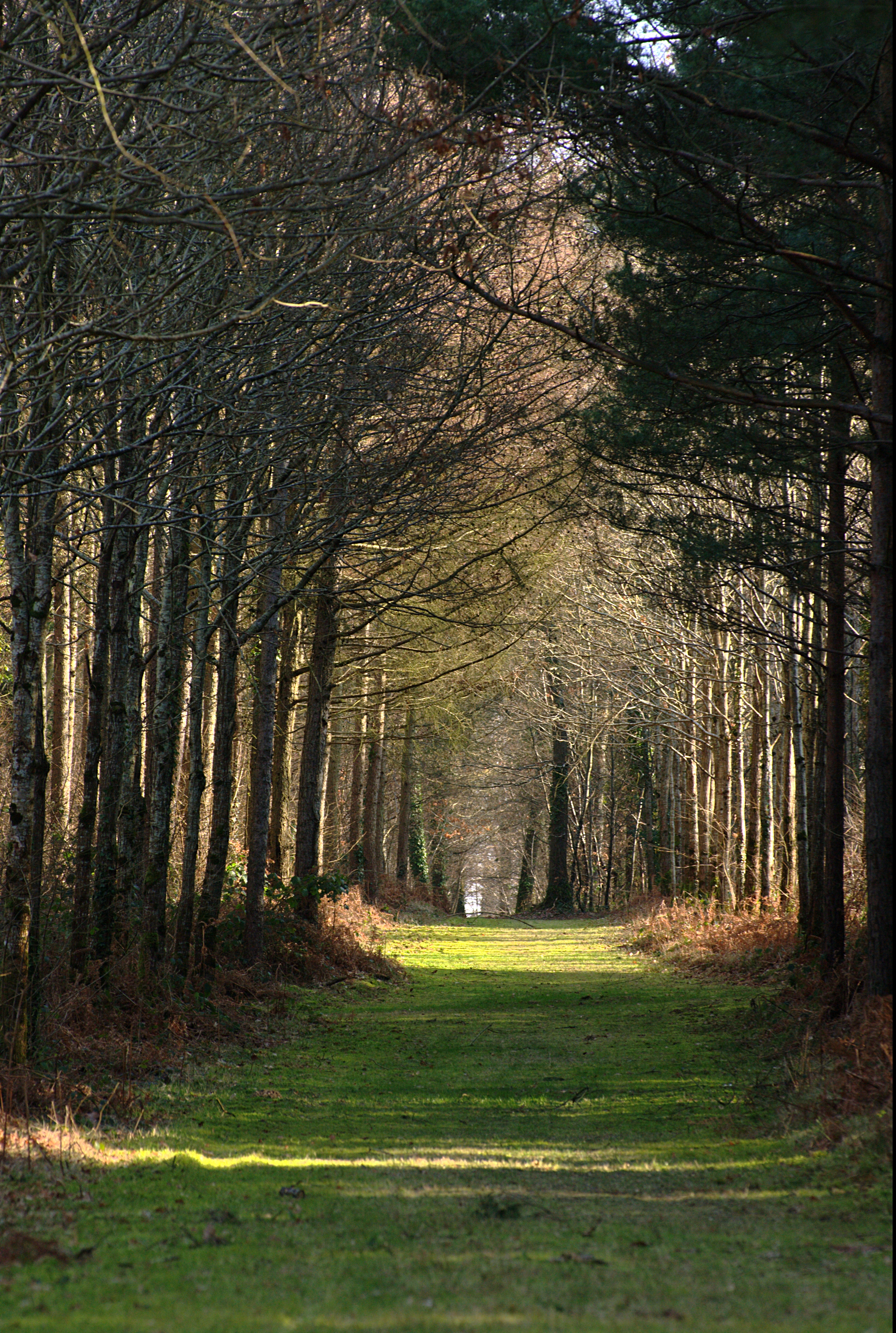
Une allée forestière.